# 白鳥翔
白鳥 翔（しらとり しょう、1986年8月27日 - ）は、競技麻雀のプロ雀士。本名。東京都練馬区出身、日本プロ麻雀連盟所属（理事、七段、現鳳凰位、2025年現在）、Mリーグ・渋谷ABEMAS所属。
Mリーグのキャッチフレーズは「麻雀ハイブリッド」

## 略歴
- 小学生時代、中学受験のために猛勉強。ゲームなどは受験まで封印させられた。
- 中学受験では、早稲田・立教・学習院・慶応・城北にすべて合格。慶應義塾中等部、慶應義塾志木高等学校、慶應義塾大学商学部卒業[4]。
- 大学では中国語専攻だった
- 高校時代は麻雀のしすぎで1年留年し、母親（ちはる）に泣かれた。当時、19歳と偽りプロ団体の練習会などに参加していた[5]。
- 同大学在学中の2006年に日本プロ麻雀連盟23期生としてプロデビュー[2]。なお、プロ試験の試験官は、当時まだ連盟に所属していたのちのチームメイト多井隆晴だった[6]。
- 2011年度より最年少記録(25歳)で同団体のA2リーグに昇級[2]。
- 2015年に第24期麻雀マスターズ優勝。初タイトルを獲得。
- 2016年4月、第25期麻雀マスターズにて連覇[2]。
- 2017年度(平成29年度)より連盟理事
- 2018年度よりB1リーグに降級するも、半期でA2リーグに昇級。
- 2018年に第18回モンド杯優勝[2]。
- 2018年から設立された麻雀のプロリーグ・Mリーグでは渋谷 ABEMASより2位でドラフト指名され、Mリーガーデビュー[7]。
- 2019年8月、麻雀最強戦2019男子プロ代表決定戦で優勝し、初めてのファイナル出場権を獲得[8]。
- 同年12月12日、Mリーグ史上初となる四暗刻単騎を和了（通常の四暗刻も含めると3例目）[9]。
- 同年12月、A2で13位となりB1リーグ降格[10]
- 2020年2月、第28期發王戦において、最終半荘でトップを取った者がほぼ優勝という大接戦を制し、自身初となる同タイトルを獲得[11]。
- 同年3月、麻雀オールスター2020優勝
- 同年12月、B1リーグ2位でA2リーグ昇格[12]。
- 2021年5月、天空麻雀22男性大会優勝
- 2022年3月、Mリーグ2021－22レギュラーシーズンで自チームの多井隆晴に次ぐ4着回避率2位に入る。
- 同年5月、第22回モンド杯優勝
- 同年9月、2022AKRacing杯優勝
- 2023年3月、麻雀最極決定戦！サバイバルバトル極雀 season38で優勝
- 同年5月、Mリーグ2022-23で自身が所属する渋谷ABEMASが発足から5年目で念願の優勝を成し遂げた[13]。
- 同年9月、第23回モンド杯にて連覇
- 同年9月、2023AKRacing杯にて連覇
- 同年12月、A2リーグで首位となりA1リーグに昇格
- 2024年1月、第19回モンド王座決定戦優勝
- 同年11月、WORLD RIICHI Online Team Leagueにて勇往邁進チームで(魚谷侑未・白鳥翔・松本吉弘・三浦智博)優勝
- 2025年2月、第41期鳳凰位決定戦優勝
- 同年3月、第20回モンド王座決定戦優勝
- 同年3月、第15期麻雀グランプリMAX優勝

## 人物
- 雀風は対局相手に対応するバランス型で守備寄りの打ち手[14]。
- 供託が有る時は積極的に供託を狙いに来る事が多い。著書によれば、供託棒取りは完全な「押し得」とのこと。このため、本人は納得していないが「供託泥棒」というキャッチフレーズが付けられている[15]。
- 他に、「麻雀ハイブリッド」や「白いブラックスワン」「冥府の先導者」「超絶バランスシンメトリア」などの異名を持つ。
- 「麻雀ハイブリッド」と言う異名の命名者は同団体の藤原隆弘であり、本人も気に入っており使っているとの事。
- AbemaTVで放送されている「熱闘！Ｍリーグ」内の密着企画で、高校生の頃からパニック障害を患っていることを公表した[1]。医師から実質的な引退勧告を受けたが、服薬とストレス解消（ヘアスタイルやファッションの変更）でMリーガーなどを続けている[1][2]。
- 母親（ちはる）が自分の息子の名前を「白鳥翔」にしたかったため、白鳥という名字の人を探して結婚した[3]。
- 後輩プロの川原舞子と風貌が似ているため周囲から"兄妹"と言われることがある。双方とも自覚しており、SNSで互いにネタにしている[16]。もちろん血縁関係はない。
- 麻雀プロであり、モデル・タレントとしても活動している岡田紗佳(日本プロ麻雀連盟/KADOKAWAサクラナイツ所属)と結婚を前提とした交際をしていたが、2021年9月に破局を発表。しかし、今でも普通に仲の良い友人だと語っている。
- 熱愛報道のスクープに撮られたのは全く気付かなかった。また、この件が原因かわからないが、恋愛リアリティーショー番組にオファーされた(断った)。
- 麻雀プロを目指したきっかけは二階堂亜樹と滝沢和典をテレビで見たから。
- プロゲーマーの梅原大吾、ボンちゃんはかつて雀荘で働いてた時代の同僚。一緒に大会に出たこともある。
- 酒が強い。
- Mリーグ2023のチーム優勝配信にて、「自分の麻雀のピークが5年以内に来ると思うから、仕事の時間を減らして麻雀の時間を増やす。(今期、A2リーグからA1リーグへの昇級人数が1人増えるのもあって)頑張ります、来期も期待してください。」と宣言した。見事その年にA1リーグに昇級し、その翌年には鳳凰位を獲得した。

## 獲得タイトル
- 鳳凰位（第41期）
- 發王位 (第28期)
- 麻雀マスターズ（第24期・第25期）
- 麻雀グランプリMAX（第15期）
- モンド杯（第18回・第22回・第23回）
- モンド王座（第19回、第20回）
- Mリーグ2022-23 優勝
- WORLD RIICHI Online Team League 勇往邁進（魚谷侑未・白鳥翔・松本吉弘・三浦智博）チームとして優勝

## Mリーグ成績
| シーズン | チーム     | 半荘 | 個人スコア | 個人スコア | 個人スコア | 最高スコア | 最高スコア | 4着回避率 | 4着回避率 | 連対率 | トップ率 | 平均 着順 | 1着 | 1.5 | 2着 | 2.5 | 3着 | 3.5 | 4着 | 参照   |
| シーズン | チーム     | 半荘 | Pt         | 順位       | 平均       | 点         | 順位       | 率        | 順位      | 連対率 | トップ率 | 平均 着順 | 1着 | 1.5 | 2着 | 2.5 | 3着 | 3.5 | 4着 | 参照   |
| -------- | ---------- | ---- | ---------- | ---------- | ---------- | ---------- | ---------- | --------- | --------- | ------ | -------- | --------- | --- | --- | --- | --- | --- | --- | --- | ------ |
| 2018-19  | 渋谷ABEMAS | 26   | ▲313.8     | 21/21      | ▲12.1      | 58,500     | ――         | 0.65      | 18/21     | 30.8%  | 23.1%    | 2.81      | 6   | 0   | 2   | 0   | 9   | 0   | 9   | [ 17 ] |
| 2019-20  | 渋谷ABEMAS | 24   | 290.2      | 4/29       | 12.1       | 62,400     | 9/29       | 0.7083    | 20/29     | 62.5%  | 45.8%    | 2.21      | 11  | 0   | 4   | 0   | 2   | 0   | 7   | [ 18 ] |
| 2020-21  | 渋谷ABEMAS | 21   | 109.7      | 10/30      | 5.2        | 64,700     | 8/30       | 0.7619    | 14/30     | 52.4%  | 33.3%    | 2.38      | 7   | 0   | 4   | 0   | 5   | 0   | 5   | [ 19 ] |
| 2021-22  | 渋谷ABEMAS | 23   | 108.8      | 13/32      | 4.7        | 50,500     | 25T/32     | 0.9130    | 2/32      | 47.8%  | 26.1%    | 2.35      | 6   | 0   | 5   | 0   | 10  | 0   | 2   | [ 20 ] |
| 2022-23  | 渋谷ABEMAS | 24   | ▲84.7      | 13/32      | ▲3.5       | 77,200     | 4/32       | 0.7500    | 16T/32    | 45.8%  | 20.8%    | 2.58      | 5   | 0   | 6   | 0   | 7   | 0   | 6   | [ 21 ] |
| 2023-24  | 渋谷ABEMAS | 21   | ▲83.6      | 22/36      | ▲4.0       | 49,100     | 30/36      | 0.7143    | 24/36     | 47.6%  | 19.0%    | 2.62      | 4   | 0   | 6   | 0   | 5   | 0   | 6   | [ 22 ] |
| 2024-25  | 渋谷ABEMAS | 35   | 404.0      | 2/36       | 11.5       | 65,900     | 11/36      | 0.8571    | 7T/36     | 54.3%  | 37.1%    | 2.23      | 13  | 0   | 6   | 0   | 11  | 0   | 5   | [ 23 ] |
| 通算     | 通算       | 174  | 430.6      | 430.6      | 2.5        | 77,200     | 77,200     | 77.0%     | 77.0%     | 48.9%  | 29.9%    | 2.44      | 52  | 0   | 33  | 0   | 49  | 0   | 40  |        |

- 個人賞は規定打荘数（20半荘）以上の選手が対象
- 着順の1.5、2.5、3.5は1着同着、2着同着、3着同着
- 2019年シーズンから最高スコアが表彰対象に

| シーズン               | チーム                 | 半荘                   | 個人スコア             | 個人スコア             | 最高スコア             | 4着回避率              | 連対率                 | トップ率               | 平着                   | 1着                    | 1.5                    | 2着                    | 2.5                    | 3着                    | 3.5                    | 4着                    |                        |
| シーズン               | チーム                 | 半荘                   | Pt                     | 平均                   | 最高スコア             | 4着回避率              | 連対率                 | トップ率               | 平着                   | 1着                    | 1.5                    | 2着                    | 2.5                    | 3着                    | 3.5                    | 4着                    |                        |
| セミファイナルシリーズ | セミファイナルシリーズ | セミファイナルシリーズ | セミファイナルシリーズ | セミファイナルシリーズ | セミファイナルシリーズ | セミファイナルシリーズ | セミファイナルシリーズ | セミファイナルシリーズ | セミファイナルシリーズ | セミファイナルシリーズ | セミファイナルシリーズ | セミファイナルシリーズ | セミファイナルシリーズ | セミファイナルシリーズ | セミファイナルシリーズ | セミファイナルシリーズ | セミファイナルシリーズ |
| ---------------------- | ---------------------- | ---------------------- | ---------------------- | ---------------------- | ---------------------- | ---------------------- | ---------------------- | ---------------------- | ---------------------- | ---------------------- | ---------------------- | ---------------------- | ---------------------- | ---------------------- | ---------------------- | ---------------------- | ---------------------- |
| 2019-20                | 渋谷ABEMAS             | 4                      | ▲28.3                  | ▲7.1                   | 38,100                 | 75.0%                  | 50.0%                  | 25.0%                  | 2.50                   | 1                      | 0                      | 1                      | 0                      | 1                      | 0                      | 1                      |                        |
| 2020-21                | 渋谷ABEMAS             | 3                      | ▲60.0                  | ▲20.0                  | 33,900                 | 66.7%                  | 33.3%                  | 0%                     | 3.00                   | 0                      | 0                      | 1                      | 0                      | 1                      | 0                      | 1                      |                        |
| 2021-22                | 渋谷ABEMAS             | 4                      | 117.0                  | 29.3                   | 34,900                 | 100%                   | 100%                   | 50.0%                  | 1.50                   | 2                      | 0                      | 2                      | 0                      | 0                      | 0                      | 0                      |                        |
| 2022-23                | 渋谷ABEMAS             | 8                      | 183.7                  | 23.0                   | 43,600                 | 87.5%                  | 75.0%                  | 50.0%                  | 1.88                   | 4                      | 0                      | 2                      | 0                      | 1                      | 0                      | 1                      |                        |
| 2023-24                | 渋谷ABEMAS             | 5                      | ▲112.5                 | ▲22.5                  | 31,200                 | 40.0%                  | 40.0%                  | 20.0%                  | 3.00                   | 1                      | 0                      | 1                      | 0                      | 0                      | 0                      | 3                      |                        |
| 2024-25                | 渋谷ABEMAS             | 6                      | ▲35.2                  | ▲5.9                   | 43,300                 | 83.3%                  | 50.0%                  | 0%                     | 2.67                   | 0                      | 0                      | 3                      | 0                      | 2                      | 0                      | 1                      |                        |
| セミファイナル通算     | セミファイナル通算     | 30                     | 64.7                   | 2.2                    | 43,600                 | 76.7%                  | 60.0%                  | 26.7%                  | 2.37                   | 8                      | 0                      | 10                     | 0                      | 5                      | 0                      | 7                      |                        |
| ファイナルシリーズ     |                        |                        |                        |                        |                        |                        |                        |                        |                        |                        |                        |                        |                        |                        |                        |                        |                        |
| 2018-19                | 渋谷ABEMAS             | 8                      | 11.1                   | 1.4                    | 68,200                 | 62.5%                  | 37.5%                  | 37.5%                  | 2.63                   | 3                      | 0                      | 0                      | 0                      | 2                      | 0                      | 3                      |                        |
| 2019-20                | 渋谷ABEMAS             | 3                      | ▲30.0                  | ▲10.0                  | 27,400                 | 100%                   | 33.3%                  | 0%                     | 2.67                   | 0                      | 0                      | 1                      | 0                      | 2                      | 0                      | 0                      |                        |
| 2020-21                | 渋谷ABEMAS             | 2                      | ▲52.8                  | ▲26.4                  | 27,100                 | 50.0%                  | 0%                     | 0%                     | 3.50                   | 0                      | 0                      | 0                      | 0                      | 1                      | 0                      | 1                      |                        |
| 2021-22                | 渋谷ABEMAS             | 3                      | 51.6                   | 17.2                   | 51,400                 | 100%                   | 66.7%                  | 33.3%                  | 2.00                   | 1                      | 0                      | 1                      | 0                      | 1                      | 0                      | 0                      |                        |
| 2022-23                | 渋谷ABEMAS             | 4                      | 119.6                  | 29.9                   | 37,000                 | 100%                   | 100%                   | 50.0%                  | 1.50                   | 2                      | 0                      | 2                      | 0                      | 0                      | 0                      | 0                      |                        |
| ファイナル通算         | ファイナル通算         | 20                     | 99.5                   | 5.0                    | 68,200                 | 80.0%                  | 50.0%                  | 30.0%                  | 2.40                   | 6                      | 0                      | 4                      | 0                      | 6                      | 0                      | 4                      |                        |
| ポストシーズン通算     | ポストシーズン通算     | 50                     | 164.2                  | 3.3                    | 68,200                 | 78.0%                  | 56.0%                  | 28.0%                  | 2.38                   | 14                     | 0                      | 14                     | 0                      | 11                     | 0                      | 11                     |                        |

## 書籍

### 著書
- トッププロが教える 最強の麻雀押し引き理論（2018年7月24日、彩図社）ISBN 978-4801303126
- 麻雀 押し引きのプロ技 勝負を決定づけるプロの選択肢と決断力（魚谷侑未:共著、2023年7月27日、彩図社） ISBN 978-4801306660
- 冥府の麻雀（須田良規:構成、2023年9月15日、竹書房）ISBN 978-4801936980
- 麻雀 漆黒の強者 黄金の勝筋（松本吉弘:共著、2023年10月2日、KADOKAWA）ISBN 978-4046065377
- 白鳥翔のとにかくわかりやすい麻雀入門（白鳥翔:監修、2024年3月19日、ナツメ社）ISBN 978-4816375255

### 関連本
- 「Mリーガーの素顔」（2023年12月5日 竹書房）著者:黒木真生 ※佐々木寿人・多井隆晴・滝沢和典・黒沢咲など活躍中のMリーガー14名の素顔を語る。ISBN 978-4801937987

## 作品

### Vシネマ
- むこうぶち15 高レート裏麻雀列伝 麻雀の神様（2018年12月25日、GPミュージアム）[24]

## 出演

### CS
- モンド麻雀プロリーグ（MONDO TV）
- 吾妻橋麻雀倶楽部（V☆パラダイス、2023年7月 - ）

### ウェブテレビ
- RTDリーグ（Abema）
- Mリーグ(Abema)
- 団地妻雀（ジャンバリ.TV 2020年7月 - ）
- Club M（ジャンバリ.TV 2023年7月 - ）